# Marike Jager
Marike Jager (Amersfoort, 4 februari 1979) is een Nederlands singer-songwriter en presentatrice.

## Biografie

#### Voorgeschiedenis
De in Leusden opgegroeide Marike Jager leerde gitaarspelen tijdens het reizen. Ze trok als rugzaktoeriste door Australië, Nieuw-Zeeland en Azië en schreef uiteindelijk in Zuid-Afrika haar eerste liedje Lizzy. Terug in Nederland studeerde ze Gezondheidswetenschappen aan de Universiteit Maastricht.
Ze speelde haar eigen nummers voor het eerst op het open podium in het Kumulustheater in Maastricht. In 2003 won ze de Grote Prijs van Nederland, categorie singer-songwriter.
Eind 2003 ontmoette ze toetsenist Henk Jan Heuvelink (Wurlitzer, Fender Rhodes piano bass, harmonium, piano) tijdens muziekproject Shaken not stirred van Stichting Dollypop. Samen zijn ze regelmatig te horen op diverse festivals, poppodia, theaters en radiozenders. Daarnaast waren ze drie jaar lang maandelijks te gast in het programma Opium van Radio 1. In 2005 maakten ze in eigen beheer de ep Focus.

#### Debuutalbum: The Beauty Around (2006)
In de zomer van 2005 werd het eerste album opgenomen. Jager werkte samen met producent Joeri Saal in Studio 150 te Amsterdam. Diezelfde zomer was de band support voor de Canadese Leslie Feist in Tivoli de Helling. Feist was naar eigen zeggen "inspired to share the stage". Het debuutalbum, getiteld The Beauty Around, verscheen 15 mei 2006 op het label Morning Coffee Records – de distributie is in handen van V2 Records. Het album werd lovend ontvangen en bekroond met een Essent Award in 2007. De band speelde op het Lowlandsfestival en was dat jaar de best verkopende act van het festival.

#### Celia Trigger (2008)
Opvolger Celia Trigger werd eveneens opgenomen met producent Joeri Saal en technicus Roel Verberk in Studio 150, Amsterdam. Vanaf dat moment was de band compleet met drummer Nicky Hustinx. Het album werd goed ontvangen, en beloond met twee Edison-nominaties voor ‘Beste vrouwelijke artiest’ en ‘Beste album’. Jager speelde twee clubtours en een theatertour. Celia Trigger stond enkele weken in de Nederlandse Top 40, en de Volkskrant omschreef Marike Jager als "authentiek en een aanwinst voor de popmuziek".

#### The Magic Live Box DVD (2010)
In de herfst van 2009 speelde Jager haar eerste theatertour. Eén show werd vastgelegd en uitgebracht op dvd. The Magic Live Box bevat naast een live-dvd (concert, documentaire, interview) en cd ook een extra cd met pianotracks, gespeeld door toetsenist Henk Jan Heuvelink.

#### Here comes the night (2011)
Het derde studioalbum, getiteld Here comes the night, kwam uit op 1 april 2011. De opnamen vonden plaats in de Jet Studio te Brussel. Meervoudig Grammy-winnaar Tchad Blake (onder anderen The Black Keys, Sheryl Crow, Tom Waits, Elvis Costello) mixte het album. De eigenzinnige songs en nieuwe sound werden lovend ontvangen door de pers. In september 2011 werd Marike Jager genomineerd voor twee Edisons: ‘Beste Album’ en ‘Beste Vrouwelijke Artiest’.

#### Here comes the night LIVE DVD (2012)
In 2012 speelt Marike in zo'n 75 theaters met haar theaterconcert ‘Here comes the night’. Een muzikale reis door de nacht, waarbij de band wordt vergezeld door bijzondere audiomachines, het werk van geluidskunstenaar Geert Jonkers. Het concert is een ware belevenis en wordt mede daarom vastgelegd op dvd tijdens het concert in de Oosterpoort, Groningen.

#### The Silent Song (2014)
Het vierde studioalbum, getiteld The Silent Song, kwam uit op 14 maart 2014. Marike schreef het akoestische album in een lemen hut in de tuin van het klooster waar zij woont. De opnames vonden hier ook plaats. Op het album staat een duet dat ze zong met de Canadese songwriter Ron Sexsmith.

#### Hey Are You OK (2019)
Het vijfde studioalbum, getiteld Hey Are You OK, verschijnt op 6 september 2019. Het album vormt een groot contrast met voorganger ‘The Silent Song’ en is energiek, vrolijk en poppy. Het album ontvangt jubelende recensies. Marike produceerde het album samen met Paul W. Willemsen en meervoudig Grammy-winnaar Tchad Blake (onder anderen The Black Keys, Sheryl Crow, Tom Waits, Elvis Costello) mixte het album. 

#### M ft. M (2022)
In de periode van lockdowns vanwege COVID-19 neemt ze met Martijn Bosman het album M ft. M op dat verschijnt in 2022.

#### Morning Coffee Records
Voor de release van het debuutalbum richtte Jager samen met toetsenist Henk Jan Heuvelink in 2006 een eigen platenlabel op, genaamd Morning Coffee Records. Alle tot op heden uitgebrachte werken van Marike Jager verschenen bij dit label op cd en vinyl. Voorafgaand aan de release van Celia Trigger organiseerde het label een speciaal concert inclusief diner en overnachting in de Belgische Ardennen. Een klein gezelschap was getuige van een eerste liveoptreden met het nieuwe werk. In mei 2010 organiseerde het label vervolgens een feest met exclusief optreden in het Beauforthuis te Austerlitz. Een van de aanwezigen was oud-minister van cultuur Ronald Plasterk. In mei 2010 bracht Morning Coffee voor het eerst een album van een andere band uit: 6 Minutes South van de Nederlandse band Woost.

#### Presentatrice
Van 2009 t/m 2012 presenteerde Jager naast Eric Corton het Lowlandsfestival voor de VPRO op Nederland 3. Ook presenteerde Jager van 2010 t/m 2012 het Zwarte Cross-festival. Op 7 oktober 2009 was ze tafeldame bij De Wereld Draait Door.
Daarnaast presenteerde ze voor de VPRO het programma Trendspotting:
- op 9 april 2010 Trendspotting: Austin Texas over het South by Southwest (SXSW) festival over sociale media en muziek;
- op 24 oktober 2010 Trendspotting: Rose D'or over televisieformats
- op 28 november 2010 Trendspotting: Slow Food over de Slow Food-beweging.

Op 22 november 2012 maakte Jager haar debuut als presentatrice van het AVRO-programma VIRUS.
Marike presenteert al enkele jaren de concertenreeks ‘Stevenskerk Live’ tijdens de Vierdaagsefeesten in Nijmegen.

## Discografie

### Albums
| Album met eventuele hitnotering(en) in de Nederlandse Album Top 100 | Datum van verschijnen | Datum van binnenkomst | Hoogste positie | Aantal weken | Opmerkingen        |
| ------------------------------------------------------------------- | --------------------- | --------------------- | --------------- | ------------ | ------------------ |
| Focus                                                               | 12-06-2004            | -                     |                 |              | Ep in eigen beheer |
| The beauty around                                                   | 18-05-2006            | 25-08-2007            | 70              | 1            |                    |
| Celia trigger                                                       | 31-10-2008            | 08-11-2008            | 40              | 16           |                    |
| The magic live box                                                  | 07-05-2010            | 14-05-2010            | 57              | 1            | Live dvd + cd      |
| Here comes the night                                                | 01-04-2011            | 09-04-2011            | 16              | 10           |                    |
| The Silent Song                                                     | 14-03-2014            | 22-03-2014            | 18              | 8            |                    |
| Hey Are You OK                                                      | 06-09-2019            |                       |                 |              |                    |

### Singles
| Single met eventuele hitnotering(en) in de Nederlandse Top 40 | Datum van verschijnen | Datum van binnenkomst | Hoogste positie | Aantal weken | Opmerkingen                 |
| ------------------------------------------------------------- | --------------------- | --------------------- | --------------- | ------------ | --------------------------- |
| Traveller                                                     | 2011                  | -                     |                 |              | Nr. 72 in de Single Top 100 |
| Frosty the Snowman                                            | 2011                  | -                     |                 |              | Nr. 72 in de Single Top 100 |

### Dvd's
| Jaar | titel                                                                                        |
| ---- | -------------------------------------------------------------------------------------------- |
| 2010 | The Magic Live Box - Uitgave: 7 mei 2010 - Dvd + live cd + bonus cd (pianotracks) + extra's  |
| 2012 | Here comes the night LIVE - Uitgave: 24 aug 2012 - Dvd concert + documentaire Audiomachinist |

| Dvd's met hitnoteringen in de Nederlandse Music Top 30 | Datum van verschijnen | Datum van binnenkomst | Hoogste positie | Aantal weken | Opmerkingen |
| ------------------------------------------------------ | --------------------- | --------------------- | --------------- | ------------ | ----------- |
| Here comes the night - live                            | 2012                  | 25-08-2012            | 3               | 4*           |             |

## Trivia
- Marike Jager en Henk Jan Heuvelink vervulden een gastrol op een aantal tracks op de plaat Still van Yukka (2005).
- Toetsenist Henk Jan Heuvelink leende in maart 2007 zijn Wurlitzer uit aan Norah Jones toen ze in De Rode Hoed speelde (Amsterdam).
- In de zomer van 2007 nam Jager samen met Dolf Jansen de hardloop-single Run Run op voor de Nijmeegse Marikenloop.
- In 2008 was She only knows van het album Celia Trigger in week 48 single van de week in iTunes.
- Achter op het album Celia Trigger staat een foto van de Deense fotograaf Jacob Holdt uit zijn boek American Pictures.
- Tussen mei en augustus 2009 was Jager gastblogger voor www.viva.nl.
- Marike Jager zong samen met Anneke van Giersbergen (Agua de Annique) het nummer Day after Yesterday live tijdens twee semiakoestische shows op 12 en 13 februari 2009 en op de cd Pure Air (2009).
- In april 2009 ontving Jager een persoonlijke uitnodiging van de consul generaal om een optreden te verzorgen in Ho Chi Minhstad, het voormalige Saigon. De opbrengst van dit optreden ging naar een weeshuis. Ze legde het avontuur vast op film.
- In september 2009 en februari 2010 nam Jager deel aan het Vlaamse project SMART. Ze trad op met de band Triggerfinger, Jan Hautekiet, Stijn, Tom Pintens, Anton Walgrave en anderen. Ze brachten smartliederen in Het Depot te Leuven.
- Marike Jager zong de track Sweet Lorraine op het album The truth about that girl and me van de Vlaamse singer-songwriter Tom Helsen (2010).
- Voor de televisieserie Annie M.G. zong ze verschillende liedjes in als vervangende zangstem voor Sanne Vogel, die de jong-volwassen Annie M.G. Schmidt speelde.
- Marike Jager is de dochter van Marion Jager, die onder andere nieuwslezeres is bij Sky Radio.
- Op 8 juni 2011 was Marike Jager te gast in het programma van Giel Beelen. Hier zong ze een eigen nummer en Pumped up kicks van Foster the People.
- Op 11 september 2011 speelde Marike Jager 'Come Together' van The Beatles live tijdens het 'De Wereld Draait Door Recordings concert' in de Melkweg te Amsterdam.
- Op 13 december 2011 was Marike Jager te gast in het programma van Giel Beelen. Hier zong ze haar nummer Listen to your baby en haar versie van Frosty the Snowman, een kerstliedje.
- Marike schreef en zong het duet 'Don't you' samen met de Canadese songwriter Ron Sexsmith. De track staat op haar album 'The Silent Song'.
- Marike is moeder van drie kinderen.
- Op 2 september 2019 spelen Marike en haar band live voor het legendarische 2 Meter Sessies van Jan Douwe Kroeske in studio 2 van het Muziekcentrum van de Omroep.
- Marike is huisstem van Qmusic vanaf 2020